# Allen N. Yancy
Allen Nathaniel Yancy (* 1881 in Harper; † 21. Februar 1941 in Nigeria) war ein liberianischer Politiker und von 1928 bis 1930 liberianischer Vizepräsident. Yancy war eine Schlüsselfigur des Fernando-Po-Skandals.

## Biographie
Yancys Vorfahren lebten in der Gegend von Sparta, Hancock County im US-Bundesstaat Georgia und gehörten der Methodistischen Kirche an. Abhängig vom Schreiber wechselte die verwendete Namensschreibweise in Dokumenten in „Yancey/Yancy/Yancie“, bezieht sich aber stets auf die gleiche Familie.
Mit Hilfe der American Colonization Society trafen 1872 die ersten Yancys als Übersiedler in Harper ein: es war die Familie des Lehrers Allen Yancy, seine Frau Mary sowie 6 Kinder.

Der liberianische Politiker Allen Nathaniel Yancy wurde 1881 in Harper im Maryland County geboren, er war ein Enkel des Allen Yancy. Sein Vater, der ebenso Allen Yancy hieß, war Reverent der Methodistischen Kirche von Cape Palmas. Nach dem Schulbesuch bewarb sich der erst 24 Jahre junge Allen Nathaniel Yancy 1905 um das Amt des Friedensrichters in seiner Heimatstadt Harper.

Yancy, der auch als direkter Nachfahre der Ameriko-Liberianer der Bürgerwehr angehörte, erhielt bei der Liberian Guard seine militärische Laufbahnausbildung und beendete diesen Dienst als Captain (Hauptmann). Nach dem Militärdienst fand N.A. Yancy einen gut bezahlten Posten in einer liberianischen Filiale der britischen Handelsfirma Woodin and Company, diese Stelle nutzte Yancy, um seine politische Karriere aufzubauen. 1918 wurde er zunächst Assistent des späteren liberianischen Präsidenten Edwin Barclay und wechselte in die Verwaltung des Maryland County. Politisch war er ein Anhänger und Politiker der True Whig Party, der liberianischen Staatspartei. In dieser Zeit kam er in Kontakt mit dem späteren Präsidenten Charles D. B. King, von 1920 bis 1927 wurde Yancy zum Superintendenten des Maryland County gewählt. In dieser Zeit nutzte er seine Position, um sich durch „private Geschäfte“ enorm zu bereichern, er wurde eine Schlüsselfigur des Fernando-Po-Skandals.

Bei den Präsidentschaftswahlen von 1927 siegte King durch einen beispiellosen Wahlbetrug, er bestimmte den politisch noch relativ unerfahrenen Yancy zum Vizepräsidenten. Angestoßen vom unterlegenen Präsidentschaftskandidaten der Gegenpartei wurde der Fernando-Po-Skandal zur Staatskrise. Im Dezember 1930 trat deshalb die Regierung King auf Druck der USA und zahlreicher europäischer Regierungen zurück. Yancy entzog sich durch die Übersiedlung nach Nigeria einer Strafverfolgung und starb 1941 im Exil.